# Chiesa di San Salvatore (Istia d'Ombrone)
La chiesa di San Salvatore si trova nel territorio comunale di Grosseto, nel centro storico della località di Istia d'Ombrone.

## Storia
La chiesa fu costruita nel corso del XII secolo e vi sono documenti che attestano il passaggio dei Templari da Istia; a partire dal XIII secolo ha subito una serie di interventi di ristrutturazione. Tra questi, sono da segnalare i restauri avvenuti in più riprese tra la fine del Trecento e il Quattrocento, che hanno conferito in larga parte l'aspetto attuale all'edificio religioso.
Infine, nella prima metà del secolo scorso, venne completamente rifatta la facciata in stile neoromanico.

## Descrizione
La chiesa di San Salvatore a Istia d'Ombrone si caratterizza per le strutture murarie completamente rivestite in laterizio; il campanile a torre, con base a scarpa, è situato all'estremità posteriore sinistra e si presenta interamente intonacato.
La facciata si presenta a capanna, il portale centrale, preceduto da una coppia di gradini, è munito di architrave in travertino e sormontato da un arco a tutto sesto poggiante su una cordonatura che attraversa trasversalmente l'intera parete; sopra di esso, si apre un oculo. Da ciascuna delle due sommità laterali della facciata si eleva un pinnacolo poggiante su un contrafforte angolare.
Nella parte bassa a sinistra, è inserito uno stemma gentilizio.
L'interno, a navata unica, è illuminato da 4 monofore con arco a tutto sesto e custodisce alcune pregevoli opere d'arte.
Tra esse, spiccano una statua lignea in noce di inizio Quattrocento di Domenico di Niccolò raffigurante la Madonna in trono col Bambino, una tavola rinascimentale di Giovanni di Paolo raffigurante la Madonna col Bambino, una tavola del 1528 di Vincenzo Tamagni raffigurante l'Incontro di Sant'Anna e San Gioacchino alla Porta Aurea. Tra le altre opere, sono da segnalare un frammento di affresco tardomedievale, un capitello coevo riutilizzato come acquasantiera, una tela seicentesca raffigurante la Madonna col Bambino e santi e un Crocifisso ligneo del Settecento dietro l'altare maggiore.

## Galleria d'immagini

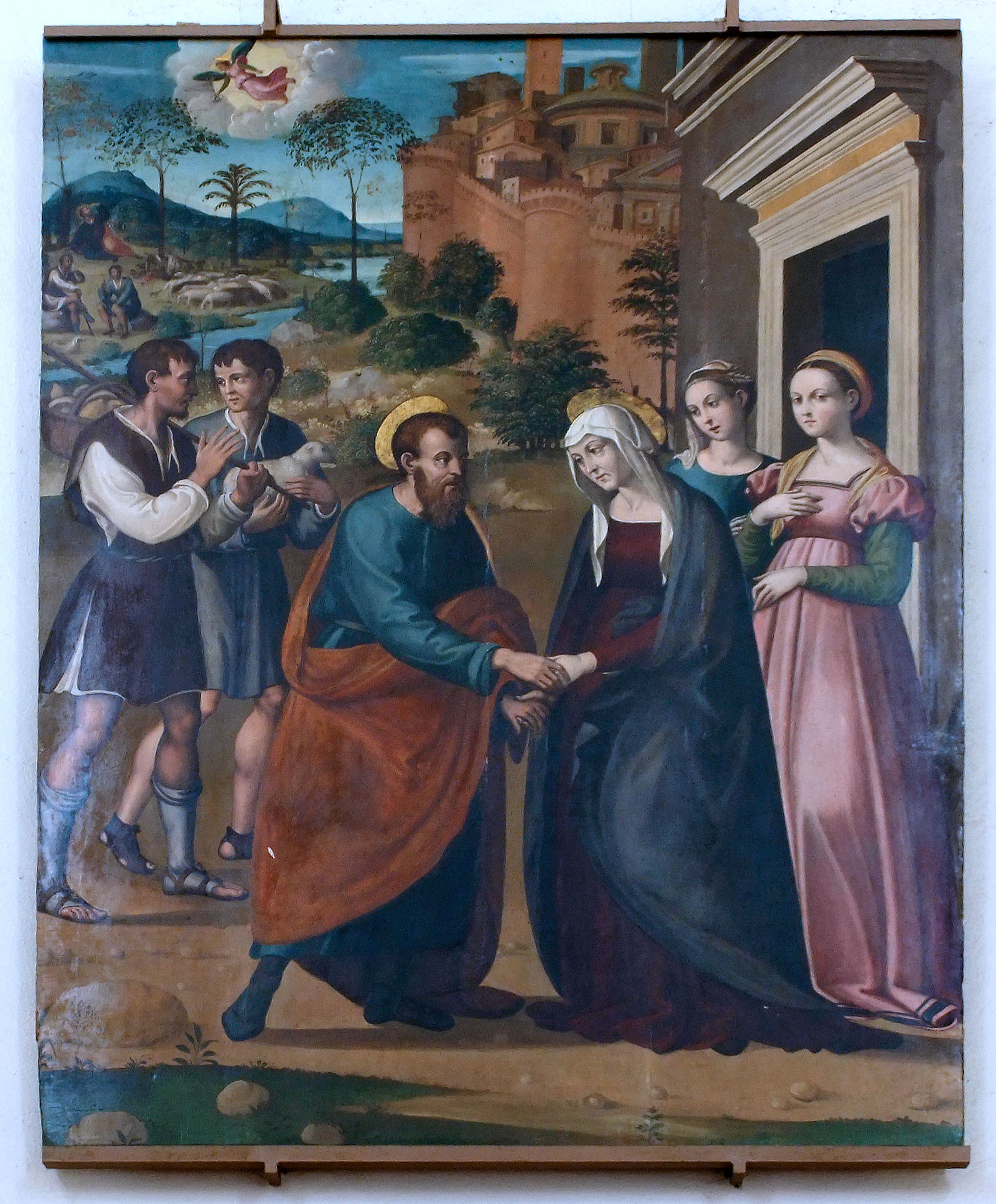
Vincenzo Tamagni - L'Incontro di San Gioacchino e Sant'Anna alla Porta Aurea
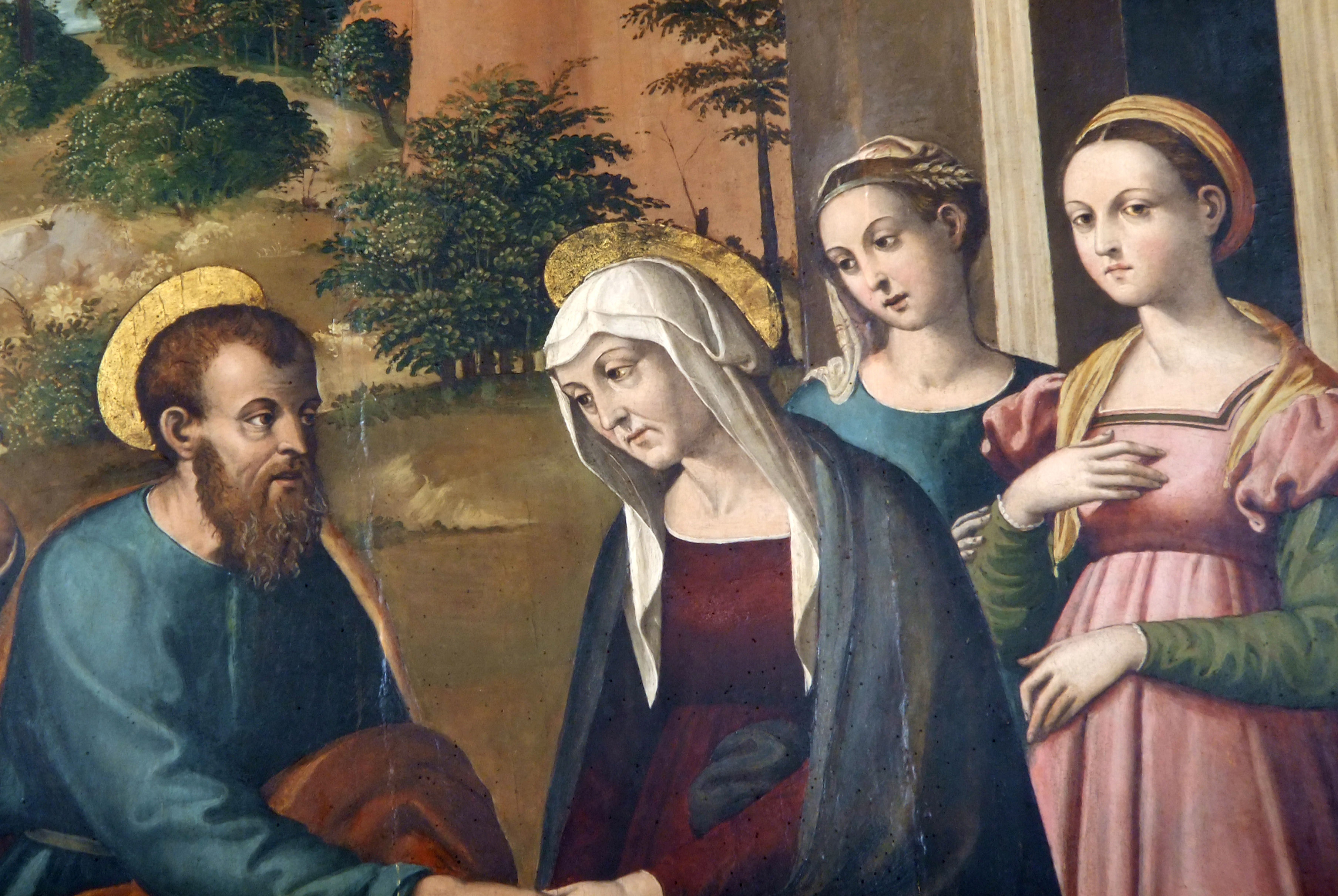
particolare
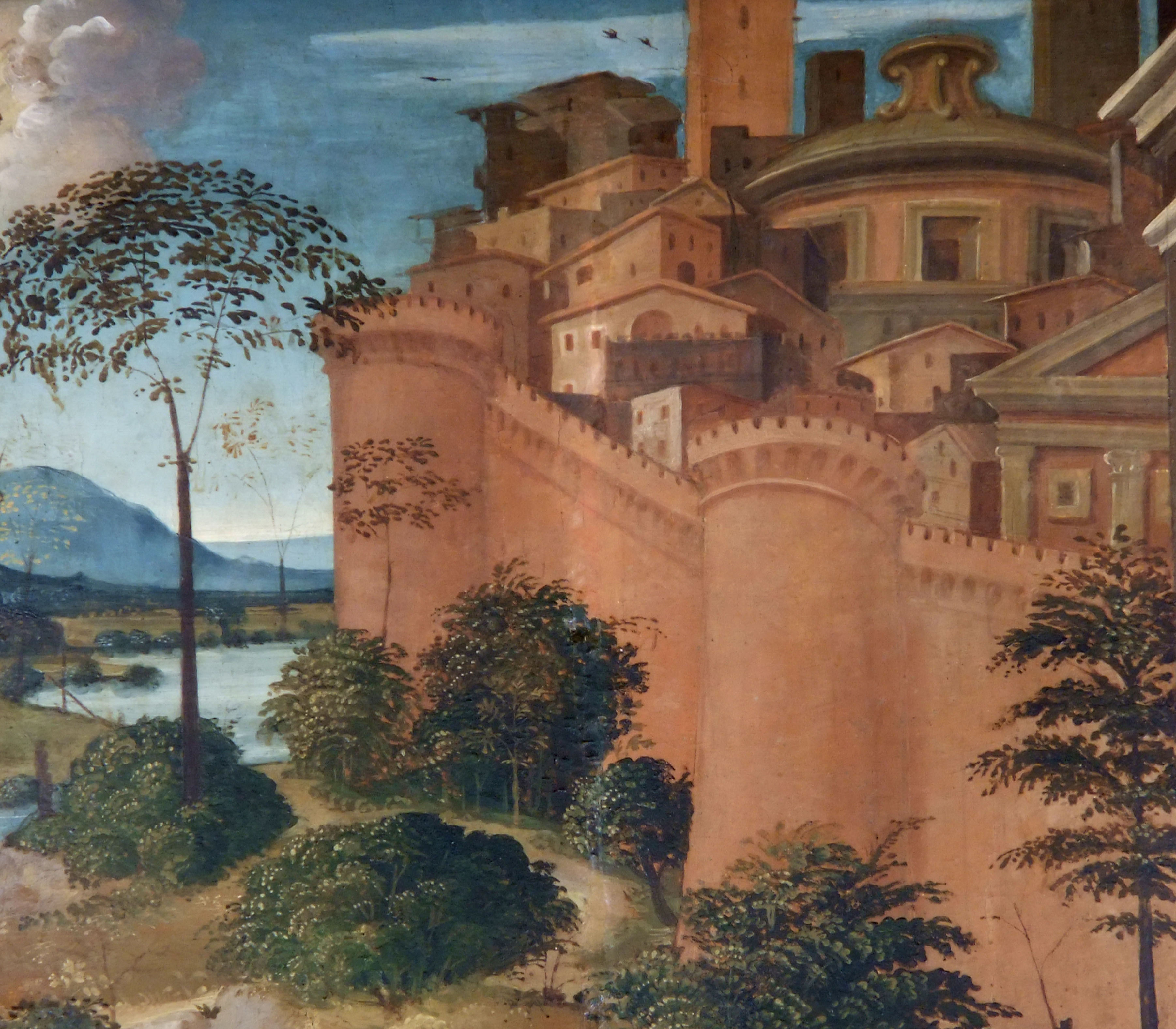
particolare della città